# Medialuna de Pemuco
La Medialuna de Pemuco es un recinto deportivo para la práctica del rodeo. Está ubicado en la ciudad de Pemuco y su nombre oficial es Julio Guiñez Vallejos.
En esta medialuna se realizan diversos rodeos a lo largo de todo el año, pero el rodeo principal se realiza en la semana de aniversario de la comuna 26 de noviembre, semana pemucana 2 semana de febrero y para la semana del 18 de septiembre. Este rodeo es muy popular ya que concurren las más hábiles y bien montadas colleras de toda la provincia de Ñuble, demostrando su destreza y gallardía en la pintoresca faena del amansamiento y manejo de la cabalgadura. También es utilizada para eventos musicales masivos.
Este recinto deportivo también es conocida a lo largo de todo el país debido a su entorno campestre y único que la hace una de las medialunas más hermosas de Chile.
La medialuna cuenta con casino, paraguas, estacionamientos además de un picadero reconocido como el de mayor extensión. La medialuna se ubica en avenida Cancha de Carreras en Pemuco, forma parte del complejo de deporte y recreación de la comuna (junto con una cancha de carreras a la chilena, cancha de fútbol empastada, piscina, gimnasio y una multicancha), el recinto tiene una capacidad para aproximadamente 5.500 espectadores.
El recinto fue sede de los rodeos clasificatorios de la zona centro-sur de 2008, 2009 y 2010.